# 8e étape du Tour de France 2000
Pour un article plus général, voir Tour de France 2000.
La 8e étape du Tour de France 2000 du 8 juillet 2000 s'est déroulée entre les villes de Limoges et de Villeneuve-sur-Lot sur une distance de 203,5 km.

## Classement de l'étape
| \| Classement de l'étape \| Classement de l'étape \| Classement de l'étape \| Classement de l'étape \| Classement de l'étape \| \| Coureur \| Coureur \| Pays \| Équipe \| Temps \| \| --------------------- \| -------------------------- \| --------------------- \| ------------------------ \| --------------------- \| \| 1er \| Erik Dekker \| Pays-Bas \| Rabobank \| 4 h 22 min 14 s \| \| 2e \| Xavier Jan \| France \| La Française des jeux \| + 52 s \| \| 3e \| José Vicente García Acosta \| Espagne \| Banesto \| + 56 s \| \| 4e \| Fred Rodriguez \| États-Unis \| Mapei-Quick Step \| + 58 s \| \| 5e \| Dario Pieri \| Italie \| Saeco-Valli & Valli \| + 58 s \| \| 6e \| Bart Voskamp \| Pays-Bas \| Polti \| + 58 s \| \| 7e \| Didier Rous \| France \| Bonjour-Toupargel \| + 58 s \| \| 8e \| Mauro Radaelli \| Italie \| Vini Caldirola-Sidermec \| + 1 min 36 s \| \| 9e \| Nicolaj Bo Larsen \| Danemark \| Memory Card-Jack & Jones \| + 1 min 36 s \| \| 10e \| Michael Sandstød \| Danemark \| Memory Card-Jack & Jones \| + 1 min 43 s \| |                            |            |                          |                 |
| |                            |            |                          |                 |
| |                            |            |                          |                 |
| Classement de l'étape |                            |            |                          |                 |
| Coureur | Coureur                    | Pays       | Équipe                   | Temps           |
| 1er | Erik Dekker                | Pays-Bas   | Rabobank                 | 4 h 22 min 14 s |
| 2e | Xavier Jan                 | France     | La Française des jeux    | + 52 s          |
| 3e | José Vicente García Acosta | Espagne    | Banesto                  | + 56 s          |
| 4e | Fred Rodriguez             | États-Unis | Mapei-Quick Step         | + 58 s          |
| 5e | Dario Pieri                | Italie     | Saeco-Valli & Valli      | + 58 s          |
| 6e | Bart Voskamp               | Pays-Bas   | Polti                    | + 58 s          |
| 7e | Didier Rous                | France     | Bonjour-Toupargel        | + 58 s          |
| 8e | Mauro Radaelli             | Italie     | Vini Caldirola-Sidermec  | + 1 min 36 s    |
| 9e | Nicolaj Bo Larsen          | Danemark   | Memory Card-Jack & Jones | + 1 min 36 s    |
| 10e | Michael Sandstød           | Danemark   | Memory Card-Jack & Jones | + 1 min 43 s    |

## Classement général
Parmi les membres de l'échappée, le seul qui en profite pour faire son entrée dans le top 10 est l'Allemand Jens Voigt (Crédit Agricole) qui remonte en sixième position, à un peu plus de trois minutes du leader, l'Italien Alberto Elli (Deutsche Telekom), qui converse la tête du classement général. Le porteur du maillot jaune devance toujours le Français Fabrice Gougot (Crédit Agricole) de douze secondes et le Belge Marc Wauters (Rabobank) de plus d'une minute.
| \| Classement général \| Classement général \| Classement général \| Classement général \| Classement général \| \| Coureur \| Coureur \| Pays \| Équipe \| Temps \| \| ------------------ \| ------------------ \| ------------------ \| ------------------------ \| ------------------ \| \| 1er \| Alberto Elli \| Italie \| Deutsche Telekom \| 28 h 39 min 28 s \| \| 2e \| Fabrice Gougot \| France \| Crédit Agricole \| + 12 s \| \| 3e \| Marc Wauters \| Belgique \| Rabobank \| + 1 min 17 s \| \| 4e \| Pascal Chanteur \| France \| AG2R Prévoyance \| + 2 min 56 s \| \| 5e \| José Luis Arrieta \| Espagne \| Banesto \| + 3 min 08 s \| \| 6e \| Jens Voigt \| Allemagne \| Crédit Agricole \| + 3 min 17 s \| \| 7e \| Jacky Durand \| France \| Lotto-Adecco \| + 3 min 21 s \| \| 8e \| Salvatore Commesso \| Italie \| Saeco-Valli & Valli \| + 3 min 52 s \| \| 9e \| Servais Knaven \| Pays-Bas \| Farm Frites \| + 4 min 31 s \| \| 10e \| Arvis Piziks \| Lettonie \| Memory Card-Jack & Jones \| + 4 min 38 s \| |                    |           |                          |                  |
| |                    |           |                          |                  |
| |                    |           |                          |                  |
| Classement général |                    |           |                          |                  |
| Coureur | Coureur            | Pays      | Équipe                   | Temps            |
| 1er | Alberto Elli       | Italie    | Deutsche Telekom         | 28 h 39 min 28 s |
| 2e | Fabrice Gougot     | France    | Crédit Agricole          | + 12 s           |
| 3e | Marc Wauters       | Belgique  | Rabobank                 | + 1 min 17 s     |
| 4e | Pascal Chanteur    | France    | AG2R Prévoyance          | + 2 min 56 s     |
| 5e | José Luis Arrieta  | Espagne   | Banesto                  | + 3 min 08 s     |
| 6e | Jens Voigt         | Allemagne | Crédit Agricole          | + 3 min 17 s     |
| 7e | Jacky Durand       | France    | Lotto-Adecco             | + 3 min 21 s     |
| 8e | Salvatore Commesso | Italie    | Saeco-Valli & Valli      | + 3 min 52 s     |
| 9e | Servais Knaven     | Pays-Bas  | Farm Frites              | + 4 min 31 s     |
| 10e | Arvis Piziks       | Lettonie  | Memory Card-Jack & Jones | + 4 min 38 s     |

## Classements annexes
| Classement par points | Classement par points | Classement par points | Classement par points   | Classement par points |
| Coureur               | Coureur               | Pays                  | Équipe                  | Points                |
| --------------------- | --------------------- | --------------------- | ----------------------- | --------------------- |
| 1er                   | Marcel Wüst           | Allemagne             | Festina                 | 142 pts               |
| 2e                    | Erik Zabel            | Allemagne             | Deutsche Telekom        | 137 pts               |
| 3e                    | Tom Steels            | Belgique              | Mapei-Quick Step        | 100 pts               |
| 4e                    | Romāns Vainšteins     | Lettonie              | Vini Caldirola-Sidermec | 82 pts                |
| 5e                    | Dario Pieri           | Italie                | Saeco-Valli & Valli     | 75 pts                |

| Classement par points | Classement par points | Classement par points | Classement par points   | Classement par points |
| Coureur               | Coureur               | Pays                  | Équipe                  | Points                |
| --------------------- | --------------------- | --------------------- | ----------------------- | --------------------- |
| 1er                   | Marcel Wüst           | Allemagne             | Festina                 | 142 pts               |
| 2e                    | Erik Zabel            | Allemagne             | Deutsche Telekom        | 137 pts               |
| 3e                    | Tom Steels            | Belgique              | Mapei-Quick Step        | 100 pts               |
| 4e                    | Romāns Vainšteins     | Lettonie              | Vini Caldirola-Sidermec | 82 pts                |
| 5e                    | Dario Pieri           | Italie                | Saeco-Valli & Valli     | 75 pts                |

| Classement de la montagne | Classement de la montagne | Classement de la montagne | Classement de la montagne | Classement de la montagne |
| Coureur                   | Coureur                   | Pays                      | Équipe                    | Points                    |
| ------------------------- | ------------------------- | ------------------------- | ------------------------- | ------------------------- |
| 1er                       | Erik Dekker               | Pays-Bas                  | Rabobank                  | 29 pts                    |
| 2e                        | Paolo Bettini             | Italie                    | Mapei-Quick Step          | 23 pts                    |
| 3e                        | Sébastien Demarbaix       | Belgique                  | Lotto-Adecco              | 10 pts                    |
| 4e                        | Markus Zberg              | Suisse                    | Rabobank                  | 8 pts                     |
| 5e                        | Bart Voskamp              | Pays-Bas                  | Polti                     | 6 pts                     |

| Classement de la montagne | Classement de la montagne | Classement de la montagne | Classement de la montagne | Classement de la montagne |
| Coureur                   | Coureur                   | Pays                      | Équipe                    | Points                    |
| ------------------------- | ------------------------- | ------------------------- | ------------------------- | ------------------------- |
| 1er                       | Erik Dekker               | Pays-Bas                  | Rabobank                  | 29 pts                    |
| 2e                        | Paolo Bettini             | Italie                    | Mapei-Quick Step          | 23 pts                    |
| 3e                        | Sébastien Demarbaix       | Belgique                  | Lotto-Adecco              | 10 pts                    |
| 4e                        | Markus Zberg              | Suisse                    | Rabobank                  | 8 pts                     |
| 5e                        | Bart Voskamp              | Pays-Bas                  | Polti                     | 6 pts                     |

| Classement du meilleur jeune | Classement du meilleur jeune | Classement du meilleur jeune | Classement du meilleur jeune | Classement du meilleur jeune |
| Coureur                      | Coureur                      | Pays                         | Équipe                       | Temps                        |
| ---------------------------- | ---------------------------- | ---------------------------- | ---------------------------- | ---------------------------- |
| 1er                          | Salvatore Commesso           | Italie                       | Saeco-Valli & Valli          | 28 h 43 min 20 s             |
| 2e                           | David Cañada                 | Espagne                      | ONCE-Deutsche Bank           | + 2 min 00 s                 |
| 3e                           | Dario Pieri                  | Italie                       | Saeco-Valli & Valli          | + 2 min 32 s                 |
| 4e                           | José Iván Gutiérrez          | Espagne                      | ONCE-Deutsche Bank           | + 2 min 37 s                 |
| 5e                           | Magnus Bäckstedt             | Suède                        | Crédit Agricole              | + 4 min 07 s                 |

| Classement du meilleur jeune | Classement du meilleur jeune | Classement du meilleur jeune | Classement du meilleur jeune | Classement du meilleur jeune |
| Coureur                      | Coureur                      | Pays                         | Équipe                       | Temps                        |
| ---------------------------- | ---------------------------- | ---------------------------- | ---------------------------- | ---------------------------- |
| 1er                          | Salvatore Commesso           | Italie                       | Saeco-Valli & Valli          | 28 h 43 min 20 s             |
| 2e                           | David Cañada                 | Espagne                      | ONCE-Deutsche Bank           | + 2 min 00 s                 |
| 3e                           | Dario Pieri                  | Italie                       | Saeco-Valli & Valli          | + 2 min 32 s                 |
| 4e                           | José Iván Gutiérrez          | Espagne                      | ONCE-Deutsche Bank           | + 2 min 37 s                 |
| 5e                           | Magnus Bäckstedt             | Suède                        | Crédit Agricole              | + 4 min 07 s                 |

| Classement par équipes | Classement par équipes   | Classement par équipes | Classement par équipes |
| Équipe                 | Équipe                   | Pays                   | Temps                  |
| ---------------------- | ------------------------ | ---------------------- | ---------------------- |
| 1re                    | Rabobank                 | Pays-Bas               | 85 h 50 min 58 s       |
| 2e                     | Deutsche Telekom         | Allemagne              | + 17 min 48 s          |
| 3e                     | Crédit Agricole          | France                 | + 18 min 50 s          |
| 4e                     | Memory Card-Jack & Jones | Danemark               | + 22 min 43 s          |
| 5e                     | ONCE-Deutsche Bank       | Espagne                | + 25 min 01 s          |

| Classement par équipes | Classement par équipes   | Classement par équipes | Classement par équipes |
| Équipe                 | Équipe                   | Pays                   | Temps                  |
| ---------------------- | ------------------------ | ---------------------- | ---------------------- |
| 1re                    | Rabobank                 | Pays-Bas               | 85 h 50 min 58 s       |
| 2e                     | Deutsche Telekom         | Allemagne              | + 17 min 48 s          |
| 3e                     | Crédit Agricole          | France                 | + 18 min 50 s          |
| 4e                     | Memory Card-Jack & Jones | Danemark               | + 22 min 43 s          |
| 5e                     | ONCE-Deutsche Bank       | Espagne                | + 25 min 01 s          |